# Mathilda Twomey

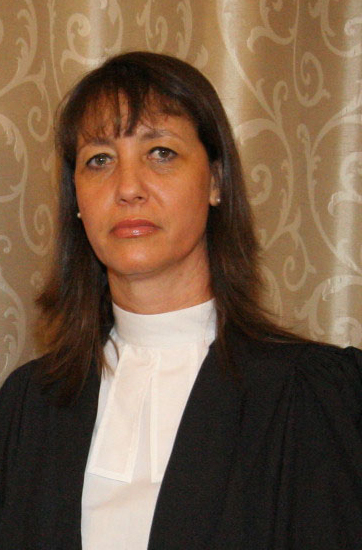
Mathilda Twomey (2011)

Mathilda Twomey (* 3. Juni 1963 in Victoria als Mathilda Butler-Payette) ist eine seychellische Juristin. Sie ist die erste Richterin in der Geschichte der Seychellen und war von 2015 bis 2020 die erste weibliche Gerichtspräsidentin (Chief justice) am Obersten Gericht der Seychellen.

## Leben und Wirken
Twomey studierte als Stipendiatin des British Council Rechtswissenschaften an europäischen Universitäten. Hier erwarb sie 1985 ein Diplom in französischem Recht an der Universität Paris-Süd und 1986 den Grad Bachelor of Laws in englischem und französischem Recht an der University of Kent. 1987 wurde sie in London in die Anwaltskammer Middle Temple aufgenommen. Anschließend kehrte sie in ihre Heimat zurück und praktizierte zunächst beim Ocean Gate Law Centre und später bei der dortigen Generalstaatsanwaltschaft. 1992 eröffnete sie mit dem früheren Generalstaatsanwalt Pesi Pardiwalla eine eigene Anwaltskanzlei. 1995 zog sie nach Irland, wo sie im öffentlichen Gesundheitssektor arbeitete. 1996 übernahm sie die Leitung einer Nichtregierungsorganisation, die sich dem Kampf gegen Multiple Sklerose widmete, und setzte sich auch anderweitig für die Rechte von Menschen mit Behinderung ein. 2011 erwarb sie an der University of Galway einen Mastertitel in Öffentlichem Recht. 2015 wurde sie dort zur Dr. iur. promoviert. 
2011 wurde Twomey als erste Frau zur Richterin am Berufungsgericht vereidigt. Da sie zu diesem Zeitpunkt noch in Irland wohnte, wurde sie zunächst als auswärtige Richterin geführt. Im August 2015 wurde sie zur Richterin am Supreme Court of Seychelles berufen und zugleich zur Chief Justice der Seychellen ernannt. Im September 2020 endete ihre Amtszeit als Chief Justice; sie verblieb jedoch als Richterin am Berufungsgericht der Seychellen. In ihrer Amtszeit als Chief Justice war die bis dato höchste Verfahrenszahl am Supreme Court zu verzeichnen; gleichwohl verbesserte Twomey die Verfahrensdauer und die Effizienz des Gerichts.

## Ehrungen und Auszeichnungen
2020 wurde Mathilda Twomey mit dem Deutsch-Französischen Preis für Menschenrechte und Rechtsstaatlichkeit ausgezeichnet.